# Emanuel Kolman
Emanuel Kolman, slovenski pesnik, pisatelj in dramatik, * 25. januar 1917, Radovljica, † 16. avgust 1987, Radovljica.

## Življenje
Emanuel Kolman je bil nezakonski otrok Angele Kolman. V Radovljici je izdelal šest razredov ljudske šole, leta 1929 pa je šolanje nadaljeval na Državni realni gimnaziji Kranj, kjer je ob koncu šolskega leta 1934/1935 z oceno prav dobro opravil nižjetečajni izpit in s tem zaključil šolanje. 
Med drugo polovico leta 1935 in avgustom 1937 se je zaposlil pri Jugoslovanskih državnih železnicah na jeseniški železniški postaji. Avgusta 1937 je prvič duševno zbolel, zaradi česar je moral za dva meseca v opazovalnico v Ljubljano na Poljanski nasip. Na jeseniški železniški postaji je delal kot uradnik še štiri mesece, 16. februarja 1938 pa so ga sprejeli za dnevničarja I. kategorije na železniško postajo Kranjska Gora.
Jeseni 1941 se mu je psihično zdravstveno stanje poslabšalo, zaradi česar je bil hospitaliziran v psihiatrično bolnišnico na Studencu pri Ljubljani. Od tam so ga neznano kdaj premestili v ljubljansko hiralnico sv. Jožefa. Februarja 1946 se je vrnil domov, a se je moral novembra istega leta zaradi vnovičnega poslabšanja psihičnega zdravstvenega stanja vrniti na Studenec. Po odpustitvi iz zdravniške oskrbe 13. julija 1947 se ni več vrnil v službo.
Preostalo življenje je preživel po zdravstvenih ustanovah in v domovih starejših občanov v Ljubljani, na Jesenicah in v Radovljici.

## Leposlovje
Kolmanovo delo delimo na več obdobij: »dijaško obdobje«, »obdobje svetlob in senc«, »obdobje po svetlobah in sencah« ter »pozno obdobje ali obdobje rokopisov«.

### Dijaško obdobje (1929–1935)
Emanuel Kolman je z objavljanjem poezije začel v šolskem letu 1934/1935. Kot dijak četrtega letnika je pesmi objavljal v dijaškem listu Mentor 1934/35 (Ječi osamljena, Triolet, V noči, Za gozdom tihim) ter Izvestju državne realne gimnazije Kranj 1935 (Jugoslaviji). 
Trikrat se je lotil francoske srednjeveške pesemske oblike triolet, za katero je značilno, da se prvi verz ponovi še dvakrat, in sicer kot četrti in sedmi, drugi verz pa enkrat, in sicer kot osmi verz. Klasično pesemsko obliko je nadgradil v t. i. dvojni triolet, kjer je pesem sestavljena iz dveh med seboj tematsko povezanih trioletov. Ritem, ki se pojavi v trioletih Za gozdom tihim, Ječi osamljena, Triolet, je jambski deseterec, ki ga sicer bolj poznamo kot ritem soneta pod imenom jambski/laški enajsterec ali petstopični jamb.
Ob smrti kralja Aleksandra I. Karadžordževića 9. oktobra 1934 je spesnil prigodnico Jugoslaviji – ki spominja na balado z ritmom slovenske »španske« romance  in razporeditvijo rim, kakršna je značilna za kvartinski del italijanskega soneta – kjer ritem slovenske »španske« romance turobno baladno vzdušje dviga nad patos in patetiko.
V dijaškem obdobju je napisal sedem pesmi in cikel sedmih kratkih pripovednih besedil v prozi, t. i. slik. Za to obdobje je značilna Kolmanova nagnjenost h klasičnim ritmičnim in kitičnim oblikam.

### Obdobje svetlob in senc (1935–1939)
Klasične forme je gojil tudi v drugem obdobju, ki ga zaznamujeta nihanje razpoloženja in ustvarjalni vrh. Kulturni javnosti se je v literarnih revijah Mladika, Vrtec, Dom in svet, Vigred, Kres, Mentor predstavil z eno dramsko, tremi proznimi in sedemintridesetimi pesniškimi objavami.
Leta 1939 je na Jesenicah izdal svojo edino pesniško zbirko V svetlobah in sencah. Založila jo je Knjigoveznica Ivan Avguštin, natisnila pa jo je Tiskarna Anton Blažej. Obe sta se nahajali v isti stavbi, kjer je leva polovica hiše pripadala tiskarni, desna pa knjigoveznici. Zbirka je sestavljena iz petih (tematskih) razdelkov, ki vsebujejo šestintrideset samostojnih pesmi in štiri cikle s skupaj devetnajstimi pesmimi, ki jih označuje razpetost med upanjem in resignacijo. 

### Obdobje poSvetlobah in sencah(1940–1946)
Kolman je v tem času objavil zgolj osem del. Leta 1940 je objavil pesmi Sveti večer (Mladika št. 1), Pomladna (Mladika št. 5), Skozi večer (Mladika št. 5) in V vrtu (Vigred št. 8). V mladinskem časopisu Naš rod je objavil še tri pesmi: Zima (1941/42, št. 6), Mati poje (1942/43, št. 1) in V noči (1942/43, št. 4–5). Kolmanovo zadnje delo Železničarji je bilo objavljeno leta 1946 v petindvajseti številki dvaintridesetega letnika Glasila K.S.K. Jednote.

### Pozno obdobje ali obdobje rokopisov (1947–1987)
V tem obdobju ni več objavljal, sedem pesmi se je ohranilo v rokopisih. Ti so bili do leta 2014 v lasti Stanislava Rotarja, od leta 1975 dalje Kolmanovega skrbnika, od leta 2014 pa jih hrani urednik knjige Zbrano delo Emanuela Kolmana, Jernej Kusterle.

## Uglasbitve
V tridesetih letih je David Doktorič po smrti kralja Aleksandra uglasbil in za štiriglasni mešani pevski zbor priredil Kolmanovo pesem Jugoslaviji. Leta 1940 je Andrej Lisac uglasbil pesem Moji materi, Matija Tomc pa je leta 1955 v reviji za mladinsko zborovsko glasbo Grlica objavil notno gradivo za pesem Kukavica, ki sta jo nato leta 1987 skupaj z Bojanom Adamičem še prepesnila.